# زازا گوگاوا
زازا گوگاوا (گرجی: ზაზა გოგავა؛ متولد ۱۴ ژوئیه ۱۹۷۱) یک سرلشکر گرجی است. وی از نوامبر ۲۰۰۶ تا نوامبر ۲۰۰۸ به عنوان رئیس ستاد مشترک نیروهای مسلح گرجستان و از نوامبر ۲۰۰۸ تا ژوئیه ۲۰۱۲ به عنوان رئیس پلیس مرزی خدمت می‌کرد.
گوگاوا از سال ۱۹۸۹ تا ۱۹۹۰ خدمت اجباری نظامی ارتش شوروی را گذراند. وی از اولین سربازان وظیفه گرجی بود که از نیروهای شوروی جدا شد. وی در سال ۱۹۹۴ از دانشگاه فنی دولتی تفلیس فارغ‌التحصیل شد. در سال ۲۰۰۴ به عنوان فرمانده نیروهای عملیات ویژه گرجستان مربوط به وزارت دفاع و در سال ۲۰۰۶ به عنوان معاون ستاد کل نیروهای مسلح گرجستان فعالیت کرد.در نوامبر ۲۰۰۶ پس از تغییراتی در وزارت دفاع گرجستان، گوگاوا رئیس ستاد مشترک نیروهای مسلح گرجستان شد.